# Overleg van Poissy

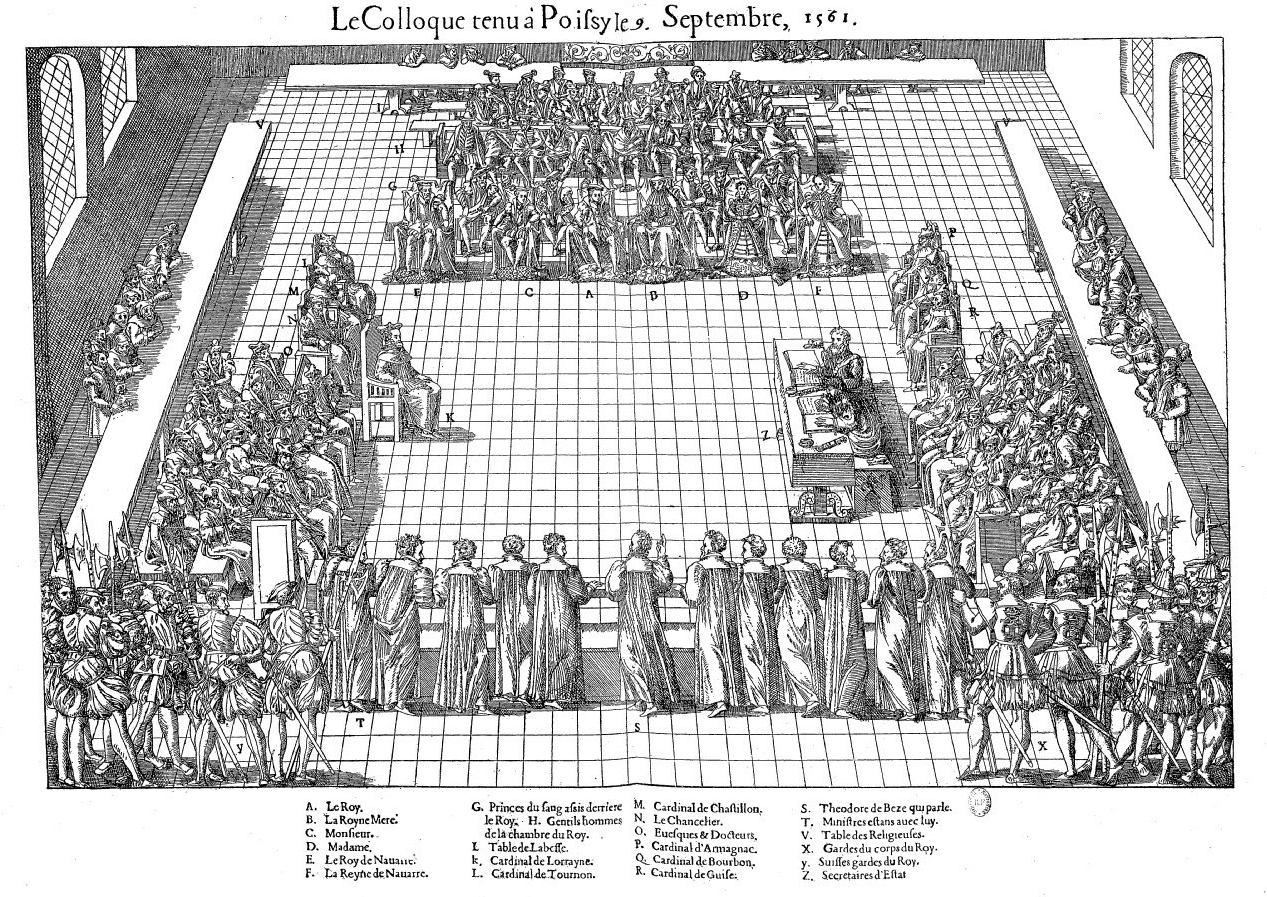
Het Overleg van Poissy vond plaats op het hoogste niveau van de Franse staat.

Het Overleg van Poissy (9 september 1561 - 14 oktober 1561) vond plaats in Poissy, Frankrijk, tussen katholieken en hugenoten in de 16e eeuw. De Franse naam is Colloque de Poissy. Het was het overleg van de laatste kans. Aangezien dit overleg mislukte, stond niets meer het bloedvergieten in de weg tijdens de Hugenotenoorlogen.

## Plaats

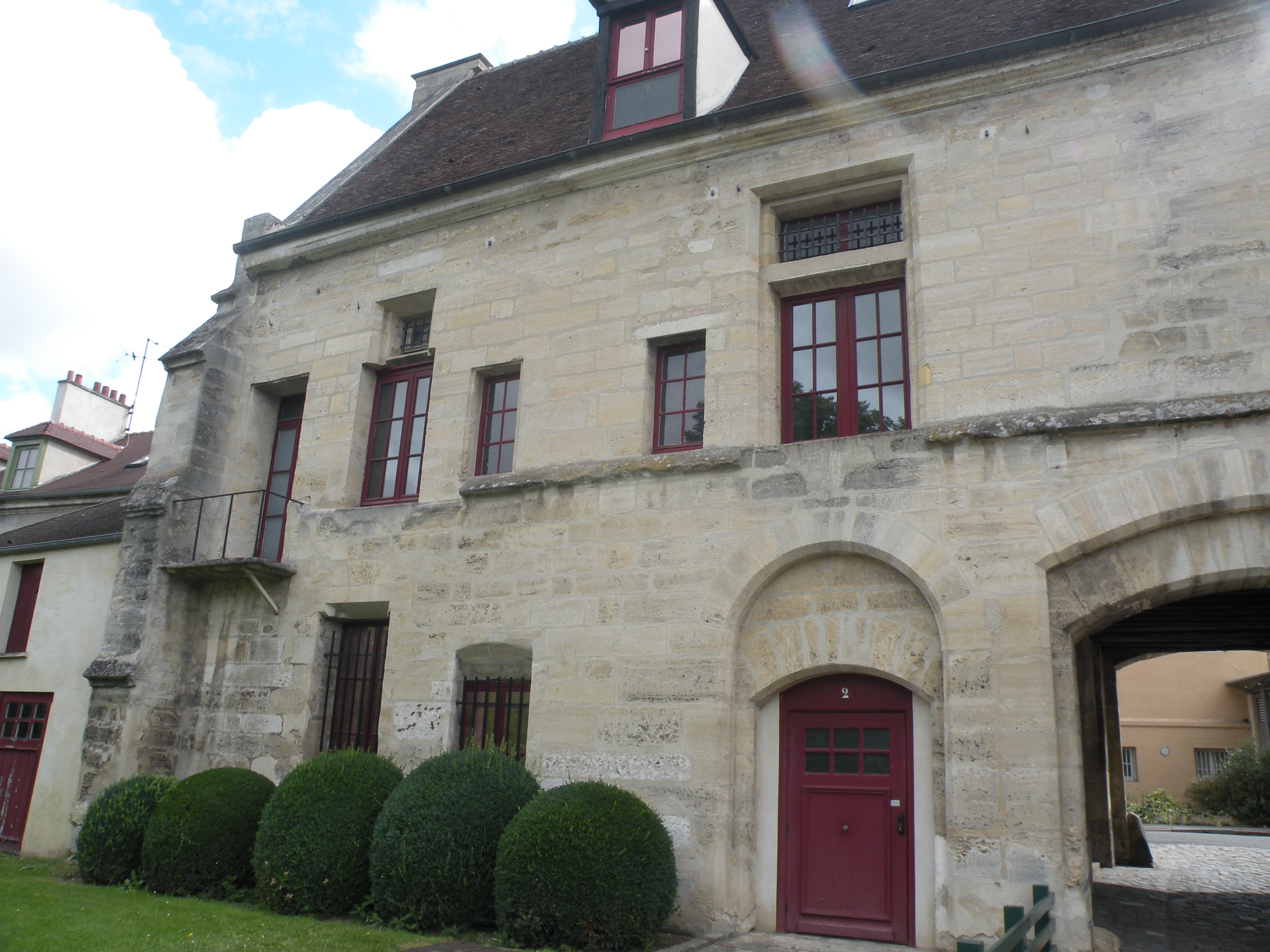
Priorij Saint-Louis in Poissy

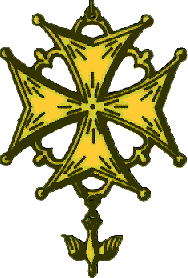
Kruis van de hugenoten

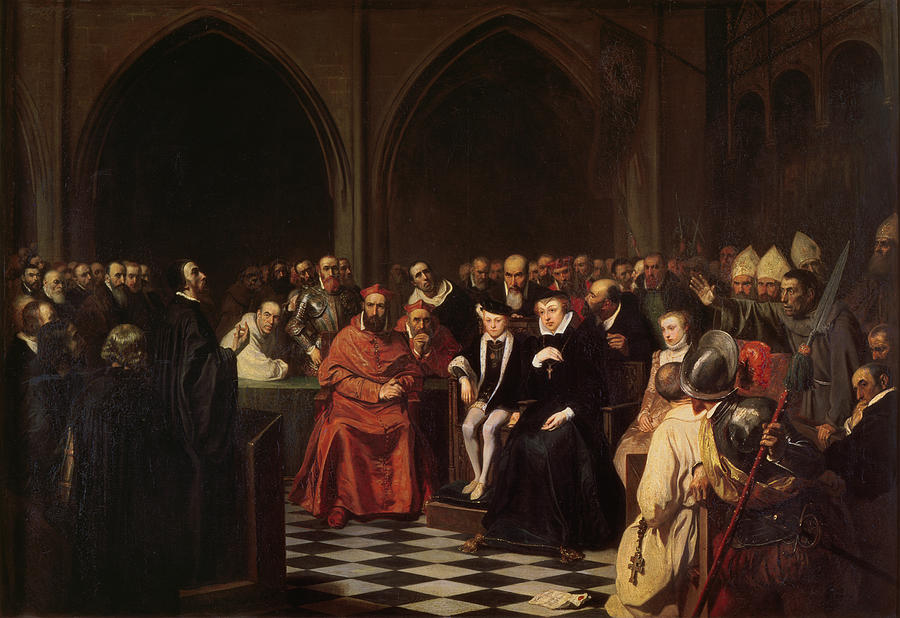
Regentes Catharina de' Medici luistert toe, samen met haar zoontje koning Karel IX.

Het overleg vond plaats in de priorij Saint-Louis, een klooster van dominicanessen, in Poissy. Alle genodigden bevonden zich in de refter van de priorij. Ze was gelegen nabij Saint-Germain-en-Laye, een koninklijke residentie, in Île-de-France.

## Initiatief
Het initiatief ging uit van Michel de l'Hôpital, kanselier van Frankrijk, en de regentes Catharina de' Medici. Formeel vond het overleg plaats tijdens het bewind van koning Karel IX, 11 jaar oud en dus een minderjarige vorst. De Franse Kroon zocht een oplossing voor de twee godsdiensten in het land: katholieken en hugenoten en wenste, voor alles, de eenheid van Frankrijk te bewaren. Als het van regentes Catharina afhing, moesten de beide religies één enkele geloofsbelijdenis opschrijven. De cohesie van het land stond voorop. Het initiatief ging dus niet uit van een religieuze fractie.
Het gesternte lag aanvankelijk goed. In het Rooms-Duitse Rijk was er de Godsdienstvrede van Augsburg (1555) met akkoord tussen het Rijk enerzijds en katholieken en protestanten anderzijds. In Engeland had koningin Elisabeth I de Act of Supremacy doorgedrukt, waarbij de anglicanen voorrang kregen doch waarbij katholieken gedoogd werden. Het concilie van Trente was geschorst door paus Julius III en zijn opvolger, paus Pius IV, was nog niet klaar met een heropening ervan. De contrareformatie lag dus even stil.
Meerdere edellieden van Frankrijk waren aanwezig in Poissy, in wat een religieus toponderhoud moest worden voor Frankrijk alleen. Regentes Catharina meende dat door de leiders van beide religieuze fracties samen te brengen in één zaal, ze zouden los komen van hun directe raadgevers, respectievelijk paus Pius IV en Calvijn.

## Deelnemers
Michel de l'Hôpital bracht 46 katholieke geestelijken samen met 12 hugenoten en nog eens 40 theologen, van wie de meest rooms-katholiek waren.

### Katholieken
Kardinaal Karel van Lotharingen leidde de katholieke fractie. Hij werd bijgestaan door twee pauselijke legaten. Paus Pius IV was namelijk furieus dat geloofszaken besproken werden aan het Franse hof en niet in een concilie. De paus had aan zijn legaten toevertrouwd om in niets toe te geven. Het ging om de kardinalen Ippolito II d'Este en François de Tournon. Talrijke Franse bisschoppen woonden het overleg bij. De jezuïetenoverste Diego Laínez nam ook deel, wat de jezuïeten voor de eerste maal officieel deed optreden in Frankrijk. De katholieke clerus had tevoren al vergaderd, in juli 1561, in dezelfde priorij Saint-Louis. Gematigde bisschoppen hadden plannen op zak om de hugenoten over de brug te trekken: minder monniken in Frankrijk, afschaffing van het priestercelibaat en communie onder vorm van hostie en wijn. Theoloog Claude Despence behoorde ook tot de gematigde katholieken.

### Hugenoten
Theodorus Beza, een briljante leerling van Calvijn, leidde de delegatie van hugenoten. Hij werd bijgestaan door Nicolas des Gallards en Pietro Martyr Vermigli. Sommige predikanten in de delegatie hadden pragmatische plannen op zak, met name hoe protestantse erediensten organiseren in Franse steden. Calvijn beschouwde sommige gematigde predikanten als moyenneurs (gemiddelde gelovigen) of als fidèles entre deux chaires (gelovigen tussen twee stoelen).

## Dagorde

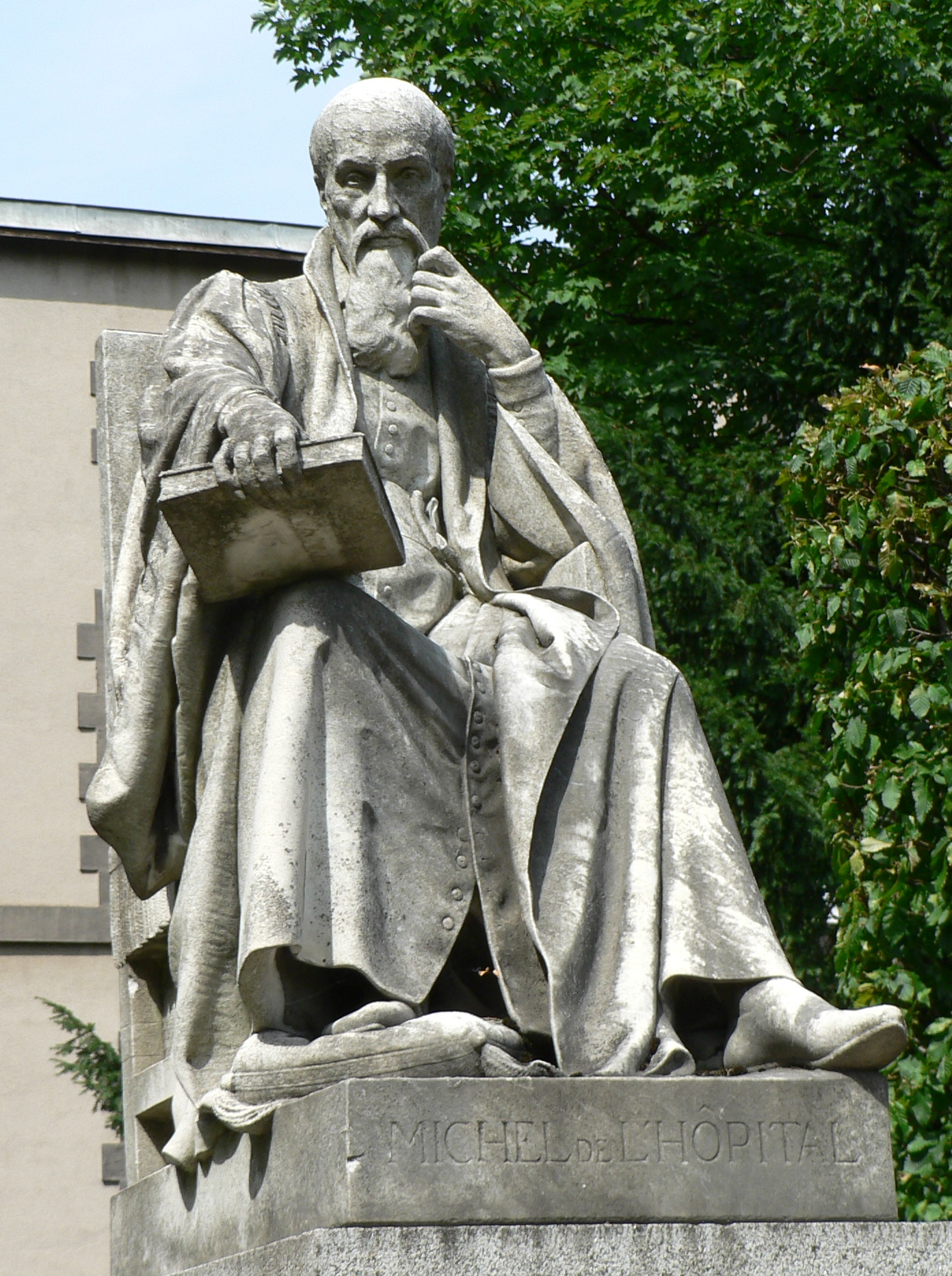
Kanselier van Frankrijk Michel de l'Hôpital, zelf hugenoot, was de architect van het Overleg van Poissy.

Catharina de' Medici voerde het openingswoord. Zij pleitte voor een réconciliation générale (algemene verzoening). Over een gemeenschappelijke geloofsbelijdenis werd vervolgens niet veel meer gesproken. Kardinaal Karel van Lotharingen duwde de dagorde naar een lange discussie over de transsubstantiatie in de roomse eucharistie. Beza ging in de tegenaanval en verwierp dit dogma. Beza pleitte uitvoerig voor het opnemen van slechts twee sacramenten in Frankrijk: de doop en de eucharistie. Kardinaal de Tournon brulde uit in het Latijn: blasphemavit (hij heeft godsgelasterd). Beza ging verder door over zijn afkeer voor verering van beelden, iets waarmee hij enkele bisschoppen kon overtuigen. De discussies vorderden verder niet. Catharina de' Medici maakte aanstalten om te vertrekken naar haar kasteel in Saint-Germain-en-Laye. Kanselier de l'Hôpital, zelf een gematigd hugenoot, hield haar tegen weg te lopen. De debatten verliepen verder stroef. Catharina de' Medici gesticuleerde regelmatig om de prelaten tot bedaren te brengen. Toen het ogenblik aanbrak om over de kerkelijke hiërarchie in Frankrijk te praten, grepen de jezuïeten in. Diego Lainez meldde dat enkel Pius IV bevoegd was in deze materie.

## Uitkomst
Het hele overleg leidde na 5 weken naar niets.

## Frustraties
- Voor de katholieken was er de frustratie dat de hugenoten relatief belangrijk in aantal vertegenwoordigd waren in Poissy. Dit kwam volgens hen niet overeen met de reële geloofsverhoudingen en de macht van de rooms-katholieken. De paus zette bovendien vaart achter de schermen om het Concilie van Trente, onder zijn gezag, snel te herstarten. Dit gebeurde al in januari 1562.
- Voor de hugenoten zat er in de debatten niets in. De komst van de jezuïeten in Frankrijk frustreerde hen belangrijk. De politieke steun van machtige edellieden was hun enige overwinning.

## Belangen
De politieke en sociale belangen achter dit religieus conflict waren te groot om opgelost te worden tussen geestelijken onderling.
Catharina de' Medici zocht verder naar een zuiver juridische oplossing. Zij gaf opdracht aan kanselier de l'Hôpital en andere magistraten om een document uit te werken om katholieken en hugenoten te laten samen leven in Frankrijk. De juristen werkten dit uit in het kasteel van Saint-Germain-en-Laye, in een tijdsspanne van enkele maanden. Dit werd het Edict van Saint-Germain (januari 1562). Door het bloedbad van Wassy (maart 1562) werd dit edict dode letter en begon een bloedige godsdienstoorlog in Frankrijk.